# Provincia di Oudalan
La provincia di Oudalan è una delle 45 province del Burkina Faso, situata nella regione del Sahel. Il capoluogo è Gorom-Gorom.
Nel villaggio di Oursi il 98% della popolazione svolge la professione di fattore.

## Struttura della provincia
La provincia di Oudalan comprende 5 dipartimenti, di cui 1 città e 4 comuni:

### Città
- Gorom-Gorom

### Comuni
- Déou
- Markoye
- Oursi
- Tin-Akoff